# Aglaops aurantialis
Aglaops aurantialis là một loài bướm đêm trong họ Crambidae.